# Tjasiv Jar
Tjasiv Jar  (ukrainsk: Часів Яр}, russisk: Часов Яр}) er en by i Bakhmut rajon, Donetsk oblast (provins) i Ukraine. Byen har en befolkning på omkring 12.557 (2021).

## Historie
Byen blev grundlagt i 1876 og ligger ved Siverskyi Donets-Donbass-kanalen (Канал Сіверський Донець - Донбас) og fik status som by i 1938. Indtil den 8. september 2016 var den sammen med byen Soledar, en del af kommunen Bakhmut, 16 kilometer mod vest, og blev derefter henført til rajonadministrationen Bakhmut rajon.
I 1957 var der en virksomhed til udvinding af ildfast ler, en virksomhed til produktion af ildfaste materialer, fire gymnasier, to syvårige skoler, en FZO-skole, to Kulturpaladser, 14 biblioteker, fire klubber og to stadioner. 
Joseph Kobzon, en ikonisk Sovjet crooner, der er blevet hyldet som "den officielle stemme i Sovjetunionen", blev født den 11. september 1937 i Tjasiv Jar.